# 贝斯卡诺
贝斯卡诺，是西班牙加泰罗尼亚赫罗纳省的一个市镇。总面积36平方公里，总人口3309人（2001年），人口密度92人/平方公里。